# Wiwarium

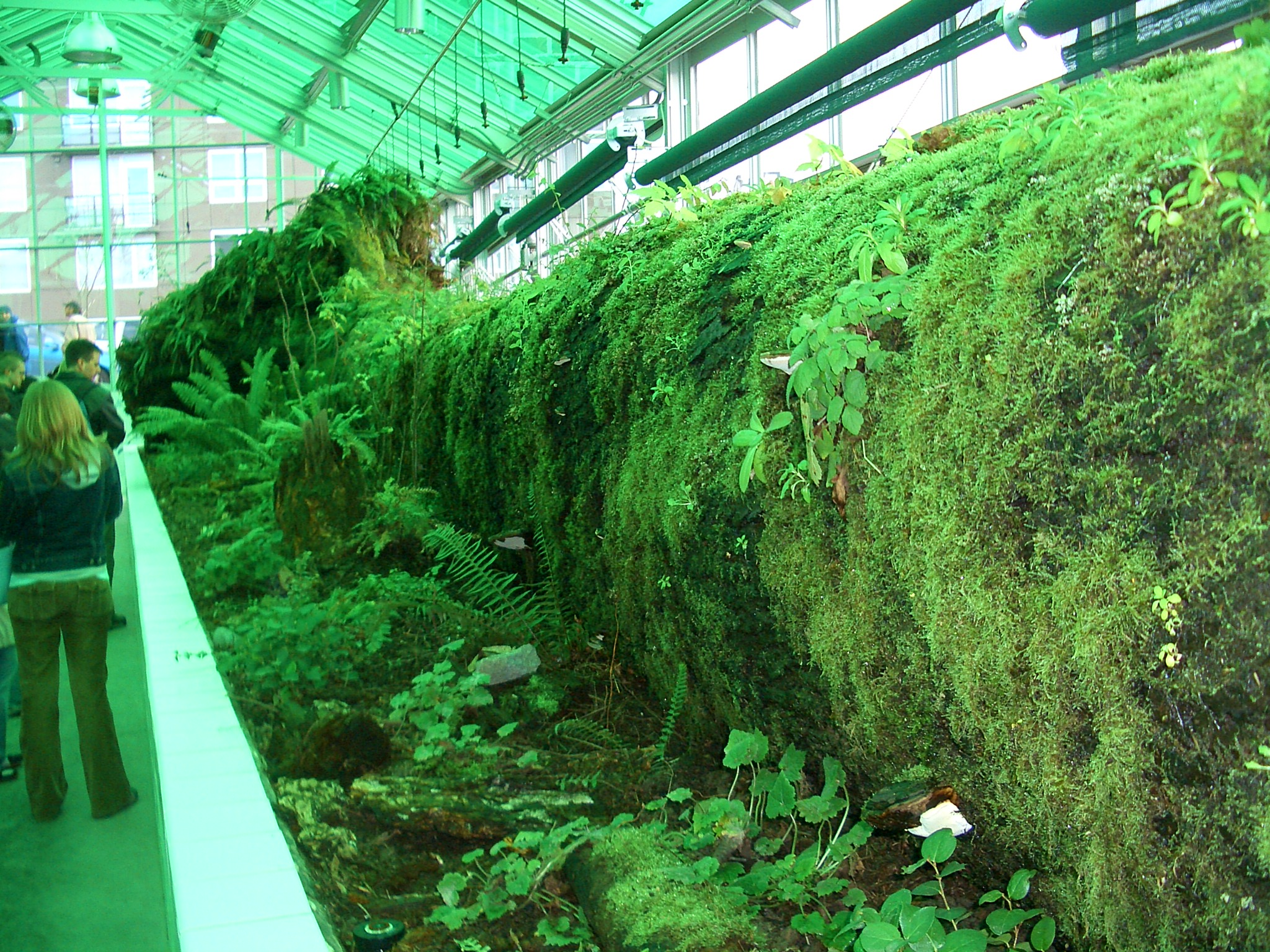
Wiwarium w Olympic Sculpture Park w Seattle

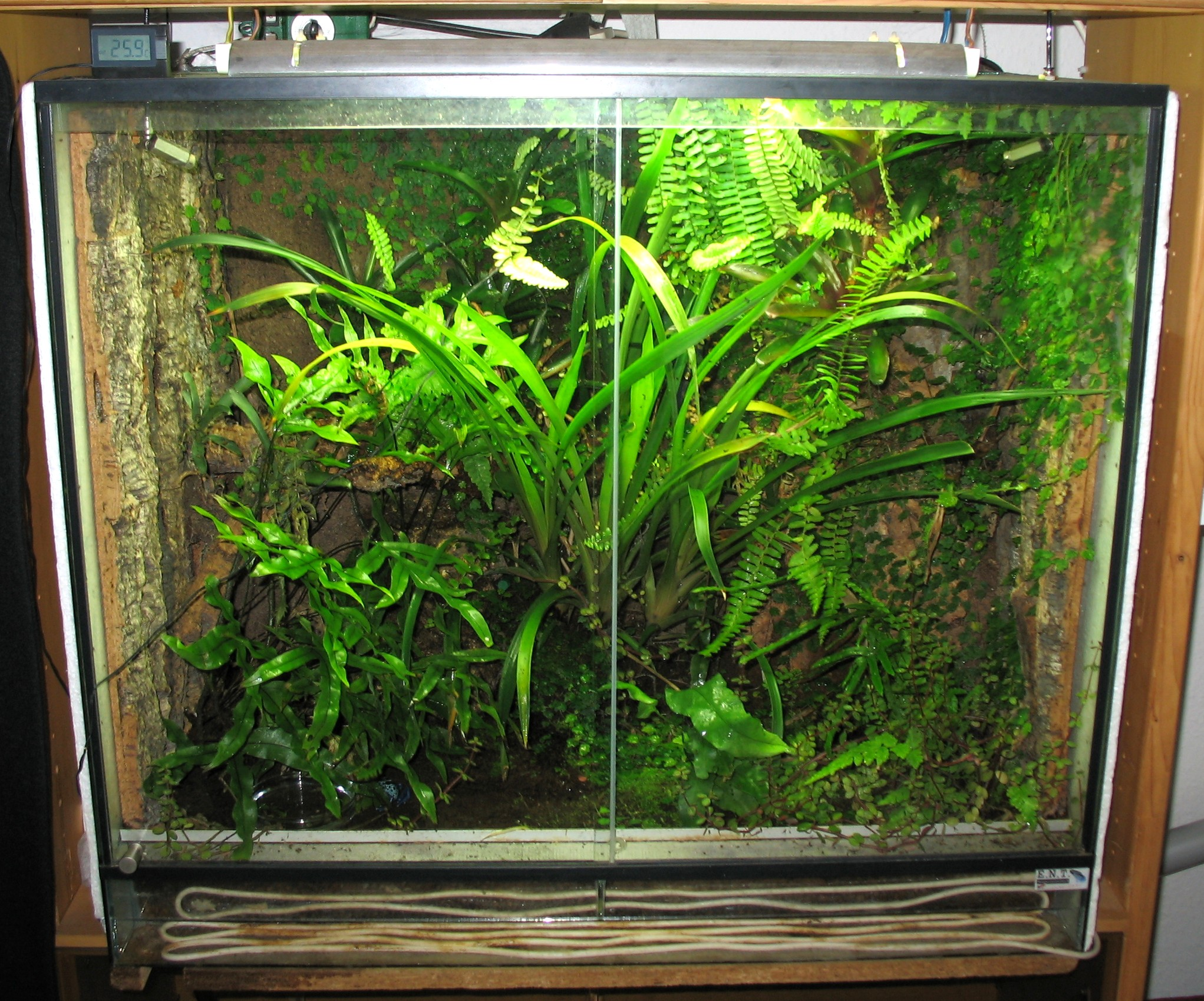
Terrarium z roślinami

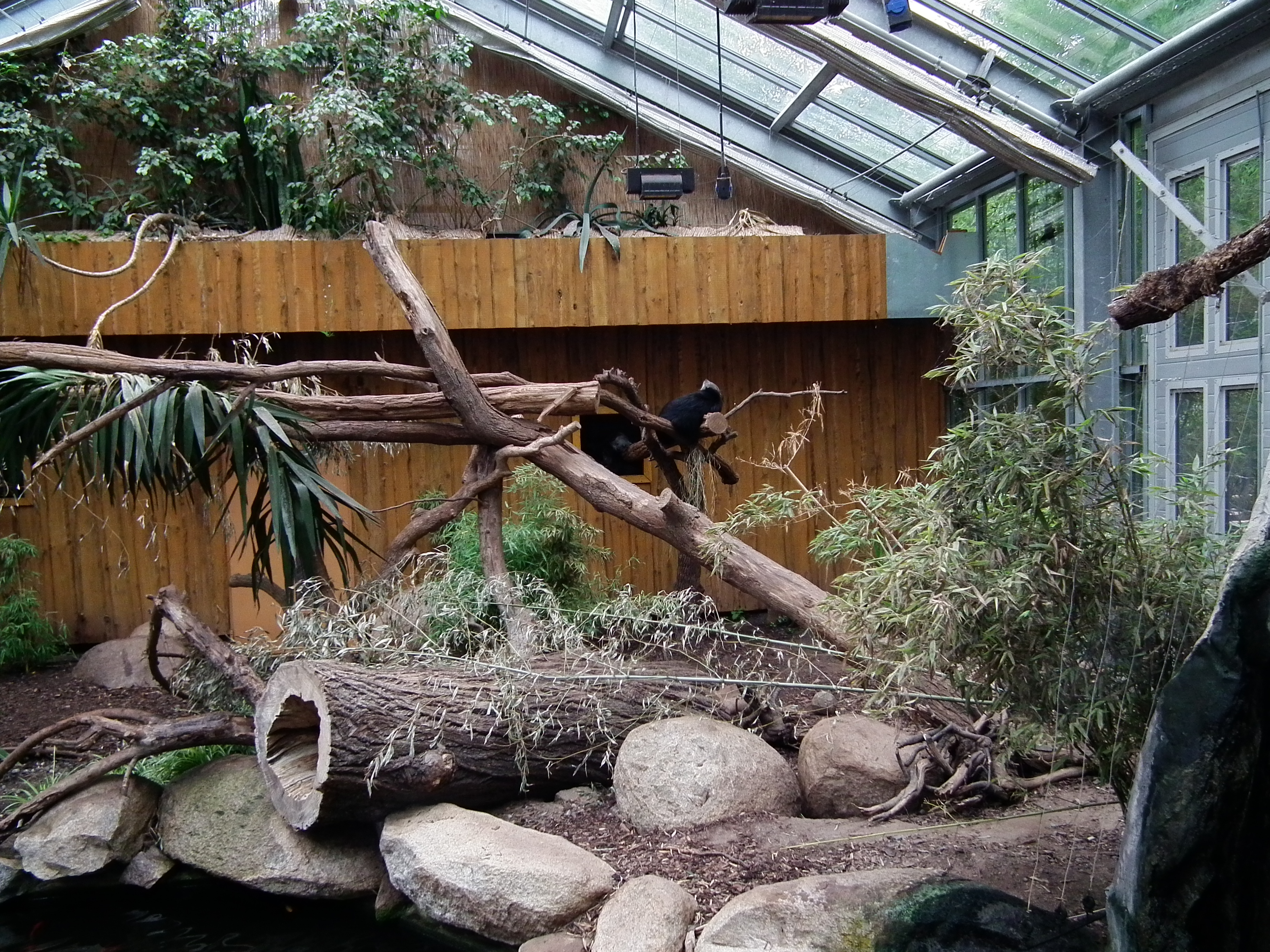
Binturong w wiwarium

Wiwarium (lm. 'wiwaria' z łac. vivarium od vivo, vivere 'żyć, mieszkać') – ogólna nazwa sztucznego pomieszczenia służącego do przetrzymywania drobnych zwierząt lub roślin w warunkach maksymalnie zbliżonych do naturalnych, w celu ich prezentacji, chowu, hodowli lub badań. Do wiwariów nie zalicza się akwariów i wolier dla ptaków.
Rozróżniane są następujące wiwaria:
- egzotarium – dla zwierząt egzotycznych (lądowych, wodnych, lądowo-wodnych)
- terrarium[3]  – dla drobnych zwierząt lądowych (np. jaszczurek)
  - serpentarium[4] – dla węży i innych gadów
- akwaterrarium – dla zwierząt lądowo-wodnych (np. dla żółwi)
- herpetarium – dla gadów i płazów,
- paludarium – dla zwierząt i roślin błotnych,
  - riparium – naśladujące brzeg zbiornika wodnego, głównie rzeki,
- insektarium[5] – dla owadów,
  - formikarium – dla kolonii mrówek.